# Fred Whipple

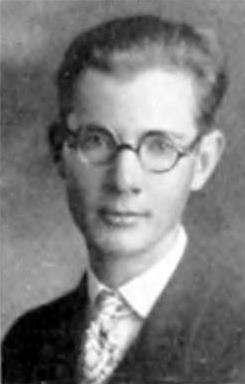
Fred Whipple (1927)

Fred Lawrence Whipple (* 5. November 1906 in Red Oak/Iowa; † 30. August 2004 in Cambridge/Mass.) war ein US-amerikanischer Astronom und ab 1955 Leiter des Smithsonian Astrophysical Observatory (SAO). 
Die wichtigsten Schwerpunkte seiner Tätigkeit waren die Kometenforschung („schmutzige Schneebälle“) und optische Beobachtungsmethoden für Erdsatelliten, wofür er am SAO die Moonwatch-Organisation des SAO gründete und die Entwicklung der Baker-Nunn-Kamera vorantrieb.

## Leben
Whipple wuchs auf einer Farm in Iowa auf, bis seine Familie nach Los Angeles zog. Er kam aufs College, jobbte nebenbei im Lebensmittelladen seines Vaters, wo er Kunden beriet und im Kopf gleichzeitig die Zwischensumme ihrer Einkäufe mitrechnete. Er hatte eine Vorliebe für Zahlen. Sein Wunsch, Tennisspieler zu werden, erfüllte sich nicht, weil er an Polio erkrankte. Danach studierte er Mathematik und entschied sich, Astronom zu werden.
Schon als er an der University of California, Berkeley promovierte, war er an der Bahnberechnung des neu entdeckten Zwergplaneten (damals noch neunten Planeten) Pluto beteiligt. Dann ging er an das College Observatory der Harvard University, bearbeitete tausende Fotoplatten von Himmelsaufnahmen und konzentrierte sich auf die Erforschung von Kometen und Meteoriten.
1933 entdeckte er den periodischen Kometen 36P/Whipple und den Asteroiden (1252) Celestia. Darüber hinaus war er Entdecker oder Mitentdecker von fünf nichtperiodischen Kometen, darunter C/1932 P1 (Peltier-Whipple). Letzteren entdeckte er unabhängig von Leslie Copus Peltier, dem durch die spätere Preiswidmung bekannten Amateurastronomen.
Während des Zweiten Weltkriegs entwickelte er für die Harvard Radio Research Laboratories Aluminium-Reflektoren zur Störung deutscher Radarsysteme. Whipple ist vor allem bekannt für seinen umwälzenden Beitrag zur Kometenforschung – dem Konzept der „schmutzigen Schneebälle“ für die Zusammensetzung von Kometen, das er in einem Aufsatz im Astrophysical Journal 1950 vorschlug. Er benutzte ursprünglich die Bezeichnung "icy conglomerate".
1955 wurde er Leiter des Smithsonian Astrophysical Observatory (SAO). Hier entwickelte er ein optisches Verfolgungssystem für Himmelskörper, eine Serie sogenannter Baker-Nunn-Kameras. Nach dem für die USA überraschenden Start des russischen Sputnik im Oktober 1957 bauten die Hersteller in South Pasadena eilig die erste Kamera zusammen, um Aufnahmen von diesem "Wunderding" herzustellen. Weil auch die USA Satellitenstarts vorbereiteten, hatte Whipple bereits 1956 die Moonwatch-Organisation gegründet, in der Amateurastronomen aus aller Welt zur Bahnbestimmung der Erdsatelliten beitrugen. Sie wurde erst um 1980 aufgelöst, als die elektronischen Messverfahren perfektioniert waren.
Fred Whipple verfeinerte Beobachtungstechniken und -geräte, arbeitete mit Fotografie und Ballistik, um die Geschwindigkeit von Meteoren zu berechnen. Als das SAO-Observatorium 1973 im Harvard-Smithsonian Center for Astrophysics aufging, forschte er dort weiter. Mit 92 Jahren kam „Dr. Comet“ zum NASA-Kometenprogramm Contour. Im Sommer 2002 hob das unbemannte Forschungsgerät ab. Whipple hoffte 100 Jahre alt zu werden, um dessen für 2006 geplantes Treffen mit dem Kometen 73P/Schwassmann-Wachmann 3 noch zu erleben. Whipple berechnete erstmals eine genaue Bahn des Pluto.
Er entwickelte den „Whipple-Schild“, eine Art von Hochgeschwindigkeitseinschlagschild, der verwendet wird, um bemannte und unbemannte Raumfahrzeuge vor Kollisionen mit Mikrometeoriten und Weltraummüll zu schützen, deren Geschwindigkeit im Allgemeinen zwischen 3 und 18 km/s liegt.
Ihm zu Ehren ist der Fred Whipple Award and Lecture der American Geophysical Union benannt.

## Mitgliedschaften
1941 wurde Whipple in die American Academy of Arts and Sciences gewählt, 1956 in die American Philosophical Society und 1959 in die National Academy of Sciences, deren J. Lawrence Smith Medal er 1949 erhalten hatte.

## Ehrungen
- 1983 Goldmedaille der Royal Astronomical Society
- 1986 Bruce Medal
- 1987 Henry Norris Russell Lectureship
- Ein Observatorium auf dem Mount Hopkins in der Nähe von Amado (Arizona) trägt den Namen Fred Lawrence Whipple Observatory.
- Zu seinen Ehren wurde der Asteroid (1940) Whipple benannt.
- Der Mondkrater Whipple trägt seinen Namen.

## Werke
- Earth, moon and planets. Cambridge, Mass.: Harvard Univ. Pr., 1952
- The mystery of comets. Cambridge, Mass.: Cambridge Univ. Pr., 1986. ISBN 0-521-32440-8
- Orbiting the sun: planets and satellites of the solar system. Cambridge, Mass.: Harvard Univ. Pr., 1981. ISBN 0-674-64125-6
- Dirty snowball paper: Part I: ApJ 111 (1950) 375; Part II: ApJ 113 (1951) 464